# Cochelin d'Évreux
 (mai 2023).
Le cochelin d'Évreux est une viennoiserie normande anciennement produite dans la région d'Évreux en Normandie. Cette pâtisserie à base de pâte feuilletée, de forme semi-circulaire, contient une garniture faite de pommes Calville en petits cubes. Plus massif que le chausson aux pommes, il se coupe en tranches comme un gâteau. Ce cochelin ébroïcien se distingue donc du cochelin de la Beauce qui consiste en un bonhomme en pâte feuilletée. Il n'est plus fréquemment concocté maintenant, sa consommation étant tombée en désuétude au profit du chausson aux pommes fourré à la compote.

## Étymologie
Provenant de l'ancien français cochelui, le cochelin a pour variante coquelin, d’étymologie obscure : il est apparenté soit à coque, coquille, avec le sens de « petit pain rond », soit à coquelle, coquemar remontant au latin coquere (« cuire »), avec le sens de « petit pain cuit ».